# Miss Helvetia
Miss Helvetia, pseudonimo di Barbara Klossner (...), è una cantante svizzera.

## Biografia
Durante la sua infanzia e adolescenza Barbara Klossner ha preso lezioni di jodel con Hans Stucki, e ha imparato a suonare il flauto dolce con Renate Hegnauer, la fisarmonica svizzera con Vreni Gafner e il flauto traverso con Mathias Stocker; ha inoltre frequentato un corso di balletto insegnato da Silvia Winterhalder.
Dal 2004 al 2011 ha diretto il gruppo di jodel Alphüttli a Ginevra. Nel 2009, sempre a Ginevra, ha fondato un coro di jodel femminile. Nel 2011 ha pubblicato sotto il suo vero nome il suo album di debutto, Alors, allons-y! Äbä ä so!. Ad aprile 2018 è uscito il suo secondo album E Guete, ristampato con alcune tracce bonus nell'agosto successivo con il titolo E Guete - Bon appétit. L'album ha raggiunto il primo posto nella classifica settimanale degli album più venduti in Svizzera ed è stato il 93º più venduto dell'anno a livello nazionale.

## Discografia

### Album
- 2011 - Alors, allons-y! Äbä ä so!
- 2018 - E Guete